# Pinyin
Pinyin (förenklat och traditionellt 拼音, pinyin pīnyīn), mera fullständigt hanyu pinyin (förenklat 汉语拼音, traditionellt 漢語拼音, pinyin hànyǔ pīnyīn), är det idag dominerande systemet för att återge standardkinesiskt uttal av kinesiska skrivtecken. Ordet pinyin översätts enklast med "ljudskrift", och hela namnet med  "ljudskrift för det talade kinesiska språket" (hanyu). Det är officiellt påbjudet i Folkrepubliken Kina,  Singapore, Malaysia och Taiwan samt är sedan 1982 en internationell standard. Det använder hela det latinska alfabetet som på engelska utom bokstaven V och med tillägg av bokstaven Ü. Ett antal bokstäver och bokstavskombinationer har emellertid avvikande uttal mot vad som är vanligt i västerländska språk. De fyra tonerna i standardkinesiskan markeras med diakritiska tecken på tonbärande vokaler, men dessa tontecken utelämnas ofta.
Hanyu pinyin används som organiserande princip i moderna ordböcker över kinesiska språket och används idag allmänt vid inskrivning av kinesisk text på datorer och mobiltelefoner.
Hanyu pinyin är ett av flera system för att återge kinesisk skrift med det latinska alfabetet, så kallad romanisering. Åtminstone ett av dessa andra system, tongyong pinyin, har ordet pinyin i namnet. När ordet pinyin används i västerländsk text utan bestämningar, avses alltid hanyu pinyin.

## Uttal enligt hanyu pinyin (under revision)
| hànyǔ pīnyīn | IPA                   | ungefärligt svenskt uttal            |
| ------------ | --------------------- | ------------------------------------ |
| a            | [ɑ]                   | a                                    |
| ai           | [aɪ]                  | aj                                   |
| an           | [an]                  | ann                                  |
| ao           | [aʊ]                  | aå, som -ow i engelska ordet how     |
| b            | [p]                   | tonlöst b som i början av ord        |
| c            | [tsʰ]                 | ts1                                  |
| ch           | [tʂʰ]                 | tsj1                                 |
| d            | [t]                   | tonlöst d som i början av ord        |
| e            | [ɤ]                   | kort ö utan rundade läppar           |
| ei           | [ei]                  | ej                                   |
| en           | [ən]                  | önn utan rundade läppar              |
| eng          | [ɝŋ]                  | öng                                  |
| er           | [ɤɻ]                  | ör, ar med "amerikanskt" frikativt r |
| f            | [f]                   | f                                    |
| g            | [k]                   | tonlöst g som i början av ord        |
| h            | [x]                   | tyskt ach-ljud                       |
| i            | [i]                   | i2                                   |
| ian          |                       | jen                                  |
| ie           | [iɛ]                  | jee                                  |
| iong         |                       | jong                                 |
| iu           | [iou̯]                 | iå                                   |
| j            | [tɕ]                  | ttj3                                 |
| k            | [kʰ]                  | kh1                                  |
| l            | [l]                   | l                                    |
| m            | [m]                   | m                                    |
| n            | [n]                   | n                                    |
| o            | [u̯],[u] – vid 1:a ton | å, o – vid 1:a ton                   |
| ong          | [ʊŋ]                  | ong                                  |
| ou           | [u̯u]                  | åo                                   |
| p            | [pʰ]                  | ph1                                  |
| q            | [tɕʰ]                 | ttj1                                 |
| r            | [ɻ]                   | rj                                   |
| s            | [s]                   | s                                    |
| sh           | [ʂ]                   | sj                                   |
| t            | [tʰ]                  | th1                                  |
| u            | [u] [y]               | o, y4                                |
| ua           |                       | oa                                   |
| uan          |                       | oan, yan4                            |
| uai          |                       | oaj                                  |
| ui           |                       | öej                                  |
| uo           | [uo]                  | oå                                   |
| ü            | [y]                   | y                                    |
| üe           | [yɛ]                  | ye                                   |
| w            | [w]                   | o5                                   |
| x            | [ɕ]                   | tj                                   |
| y            | [j]                   | j                                    |
| z            | [ts]                  | ts                                   |
| zh           | [tʂ]                  | dsj                                  |

1Kraftigt aspirerat.
2Uttalas mycket ljust och z-likt efter s, c och z. Uttalas nästan som ö efter sh, r, ch och zh.
3Nästan som engelskans ch i till exempel church.
4Uttalas med y efter x, j, q och y
5Som engelskans w.

### Toner
Standardkinesiska har fyra tonaccenter – hög ton, stigande ton, fallande-stigande ton och fallande ton – samt ett obetonat läge. De fyra tonerna är representerade i pinyin med följande tecken ovan de tonande vokalerna: ¯, ´, ˇ och `. En punkt sätts ibland framför stavelser som är obetonade. Resultatet av att lägga till dessa tonmarkeringar blir till exempel ā, á, ǎ och à, samt a (eller ·a).
De fyra tonerna uttalade med ”ma”. (fil).

## Hanyu pinyins historia
Systemet skapades under 1950-talet vid Pekinguniversitetet och var ursprungligen avsett att ersätta de kinesiska tecknen. De kommunistiska ledare som grundat Folkrepubliken Kinas 1949, ansåg att de kinesiska tecknen 
var för komplicerade för att man snabbt skulle få till stånd allmän läskunnighet bland Kinas bönder och arbetare. De nya ledarna experimenterade därför med olika metoder för att antingen förenkla de traditionella kinesiska tecknen eller att helt avskaffa dessa.
1979 ersattes officiellt den tidigare dominerande transkriberingsmetoden Wade–Giles med pinyin, som speciellt utformats av Zhou Youguang.

## Pinyin på Taiwan
Se även Tongyong pinyin.
2002 beslutade Taiwans parlament i Taipei att Tongyong pinyin skulle börja användas som öns officiella romaniseringssystem. Tongyong pinyin är en modifierad version av – och avviker klart från – Hanyu pinyin, som används i Fastlandskina (Folkrepubliken Kina). Beslutet fattades under en period då det demokratiska framstegspartiet (DPP) hade majoritet i parlamentet. DPP eftersträvar självständighet för Taiwan från Fastlandskina. Folkrepubliken Kinas regering anser att Taiwan är en del av det egna landet och kritiserade beslutet i Taipei för att utgöra en form av "av-sinifiering" av Taiwan, det vill säga ett sätt att skilja Taiwan från Kina. Se även Taiwans politiska status.
Taipeis stadsfullmäktige kontrollerades dock under samma period av Guomindang-partiet, vilket är mer positivt inställt till Fastlandskina.[källa behövs] Taipeis stadsfullmäktige gick emot parlamentets beslut och införde Hanyu pinyin som den officiella  romaniseringsformen i öns huvudstad Taipei. Detta har lett till en komplicerad situation, då bland annat motorvägsnät och järnvägsnätet i Taipei kontrolleras av det nationella parlamentet och använder Tongyong pinyin i sin skyltning, samtidigt som vanliga stadsgator och stadens tunnelbanesystem står under stadsfullmäktiges kontroll och använder Hanyu pinyin. 
Den 1 januari 2009 ersatte hanyu pinyin officiellt tongyong som transkriberingssystem på Taiwan.

## Romaniseringssystem för kinesiska tecken i Kinas grannländer
I Kinas sydliga grannland Vietnam hade de kinesiska tecknen avskaffats av den franska kolonialmakten redan under 1800-talet. De kinesiska tecknen hade där helt ersatts av ett romaniseringssystem (ett system för att skriva kinesiska tecken med latinska bokstäver). Även i Japan, vilket efter andra världskriget befann sig under amerikansk ockupation, fanns tankar på att avskaffa Japans mycket komplexa traditionella skrivsystem bestående av traditionella kinesiska tecken i kombination med två inhemska japanska alfabet, med det latinska alfabetet. Det japanska romaniseringssystemet existerar i dag parallellt med de kinesiska tecknen och de två inhemska japanska alfabetena. De japanska romaniseringssystemen kallas för romaji.